# Journal of Animal and Plant Sciences
Journal of Animal and Plant Sciences is een Pakistaans, aan collegiale toetsing onderworpen open access wetenschappelijk tijdschrift op het gebied van de landbouwkunde en diergeneeskunde. De naam wordt in literatuurverwijzingen meestal afgekort tot J. Anim. Plant Sci. Het eerste nummer verscheen in 2006.